# Althessische Kirche

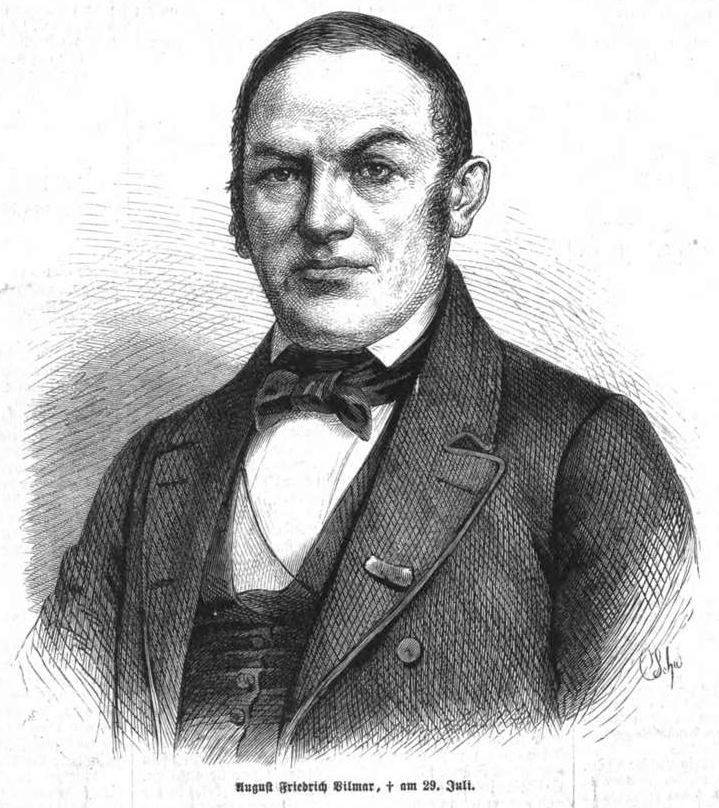
de

Althessische Kirche (Confesiunea neschimbată, recalcitrantă, din Hessa) a luat ființă în anii 1873-1874, la inițiativa unui pastor recalcitrant din provincia istorică germană Hessen-Nassau, ca o reacție împotriva variantei protestante impuse de ocupația prusacă. Confesiunea evaghelică din Hessa se baza strict pe învățătura lui Martin Luther refuzând să o accepte pe cea a lui Jean Calvin. Hessa a fost ocupată în 1866 de Prusia, administrația prusacă creînd provincia Hessen-Nassau. În rândul populației din Hessa a apărut o rezistență față de noua confesiune impusă de prusaci. Din acest motiv a luat naștere Althessische Kirche (Biserica din Hessa Veche, în sensul de dinainte de ocupație). Măsurile prusace au fost drastice: la 43 de pastori li s-a interzis să-și exercite funcția. În anul 1950 o mare parte din adepții Bisericii Vechi Luterane din Hessa au aderat la Biserica Independentă Evanghelică Luterană⁠(en)[traduceți].